# Marion (Oregon)
Marion és una concentració de població designada pel cens dels Estats Units a l'estat d'Oregon. Segons el cens del 2000 tenia 274 habitants.

## Demografia
Segons el cens del 2000, Marion tenia 274 habitants, 92 habitatges, i 69 famílies. La densitat de població era de 91,2 habitants per km².
Dels 92 habitatges en un 33,7% hi vivien nens de menys de 18 anys, en un 64,1% hi vivien parelles casades, en un 6,5% dones solteres, i en un 25% no eren unitats familiars. En el 19,6% dels habitatges hi vivien persones soles el 13% de les quals corresponia a persones de 65 anys o més que vivien soles. El nombre mitjà de persones vivint en cada habitatge era de 2,98 i el nombre mitjà de persones que vivien en cada família era de 3,38.
Per edats la població es repartia de la següent manera: un 31,4% tenia menys de 18 anys, un 5,1% entre 18 i 24, un 27,4% entre 25 i 44, un 20,1% de 45 a 60 i un 16,1% 65 anys o més.
L'edat mediana era de 37 anys. Per cada 100 dones de 18 o més anys hi havia 89,9 homes.
La renda mediana per habitatge era de 21.389 $ i la renda mediana per família de 20.625 $. Els homes tenien una renda mediana de 34.250 $ mentre que les dones 23.750 $. La renda per capita de la població era de 9.916 $. Aproximadament el 38,3% de les famílies i el 40,9% de la població estaven per davall del llindar de pobresa.

## Poblacions més properes
El següent diagrama mostra les poblacions més properes.